# العلاقات الفانواتية الموزمبيقية
العلاقات الفانواتية الموزمبيقية هي العلاقات الثنائية التي تجمع بين فانواتو وموزمبيق.

## مقارنة بين البلدين
هذه مقارنة عامة ومرجعية للدولتين:
| وجه المقارنة                                              | فانواتو                                  | موزمبيق          |
| --------------------------------------------------------- | ---------------------------------------- | ---------------- |
| المساحة (كم2)                                             | 12.19 ألف                                | 801.59 ألف       |
| عدد السكان (نسمة)                                         | 276.24 ألف                               | 29.67 مليون      |
| الكثافة السكانية (ن./كم²)                                 | 22.66                                    | 37.01            |
| العاصمة                                                   | بورت فيلا                                | مابوتو           |
| اللغة الرسمية                                             | اللغة البسلاما، لغة فرنسية، لغة إنجليزية | اللغة البرتغالية |
| العملة                                                    | فاتو فانواتي                             | متكال موزمبيقي   |
| الناتج المحلي الإجمالي (بليون دولار)                      | 862.88 مليون                             | 12.33 مليار      |
| الناتج المحلي الإجمالي (تعادل القوة الشرائية) بليون دولار | 790.76 مليون                             | 33.35 مليار      |
| الناتج المحلي الإجمالي الاسمي للفرد دولار أمريكي          | 2.81 ألف                                 | 529              |
| الناتج المحلي الإجمالي للفرد دولار أمريكي                 | 3.03 ألف                                 | 1.13 ألف         |
| مؤشر التنمية البشرية                                      | 0.594                                    | 0.416            |
| رمز المكالمات الدولي                                      | +678                                     | +258             |
| رمز الإنترنت                                              | .vu                                      | .mz              |
| المنطقة الزمنية                                           | ت ع م+11:00                              | ت ع م+02:00      |

## منظمات دولية مشتركة
يشترك البلدان في عضوية مجموعة من المنظمات الدولية، منها:
| علم المنظمة | اسم المنظمة                                 | تاريخ انضمام فانواتو | تاريخ انضمام موزمبيق |
| ----------- | ------------------------------------------- | -------------------- | -------------------- |
|             | الاتحاد البريدي العالمي                     | ?                    | ?                    |
|             | مؤسسة التنمية الدولية                       | 28 سبتمبر 1981       | 24 سبتمبر 1984       |
|             | دول الكومنولث                               | ?                    | 1995                 |
|             | منظمة التجارة العالمية                      | ?                    | ?                    |
|             | الأمم المتحدة                               | 15 سبتمبر 1981       | 16 سبتمبر 1975       |
|             | منظمة حظر الأسلحة الكيميائية                | ?                    | ?                    |
|             | وكالة ضمان الاستثمار متعدد الأطراف          | 27 يوليو 1988        | 23 نوفمبر 1994       |
|             | مؤسسة التمويل الدولية                       | 28 سبتمبر 1981       | 24 سبتمبر 1984       |
|             | مجموعة دول أفريقيا والكاريبي والمحيط الهادئ | ?                    | ?                    |
|             | البنك الدولي للإنشاء والتعمير               | 28 سبتمبر 1981       | 24 سبتمبر 1984       |
|             | المنظمة الهيدروغرافية الدولية               | ?                    | ?                    |
|             | الاتحاد الدولي للاتصالات                    | 30 مارس 1988         | 4 نوفمبر 1975        |
|             | يونسكو                                      | 10 فبراير 1994       | 11 أكتوبر 1976       |

## وصلات خارجية
- موقع وزارة الخارجية الموزمبيقية